# Арнегунда
Арнегунда (на френски: Arnegonde de Worms, Arégonde или Aregunda; Arnegunde, Aregunde; * 515/520; † 565/570) е втората съпруга на краля на франките Хлотар I и майка на Хилперих I (* 535; † 584), крал на Неустрия.

## Биография
Дъщеря е на Хлодомер II, крал на Вормс, и Арнегунда Саксонска. Сестра е на Ингунда, първата жена на Хлотар I.
Арнегунда се омъжва за Хлотар I около 533/534 г. Тогава Ингунда е още жива.
Григорий Турски в „История на франките“ разказва, че веднъж Ингунда се обърнала към съпруга си с молба да намери за сестра ѝ уважаван и състоятелен мъж. Хлотар не намерил никой по-достоен от себе си и се оженил за Арнегунда сам. От този брак се родил син Хилперих I, бъдещ крал на Нейстрия.

## Гробницата на Арнегунда
Арнегунда умира между 570 и 573 г. (някои историци датират смъртта ѝ в периода 580 – 590) и е погребана в базиликата Сен-Дени. Погребението на Арнегунда е открито през 1959 г. от френския археолог Мишелем Флери. В гробницата намират останки от жена в богати дрехи, а сред множеството скъпоценности е открит пръстен с гравиран надпис Arnegundis Regina, което позволява да се идентифицира гробницата.
- Златен пръстен на кралица Арнегунда с надпис на нейното име „ARNEGUNDIS REGINE“
- Саркофагът на кралица Арнегунда в базиликата Сен-Дени